# Perspectiva com dois pontos de fuga

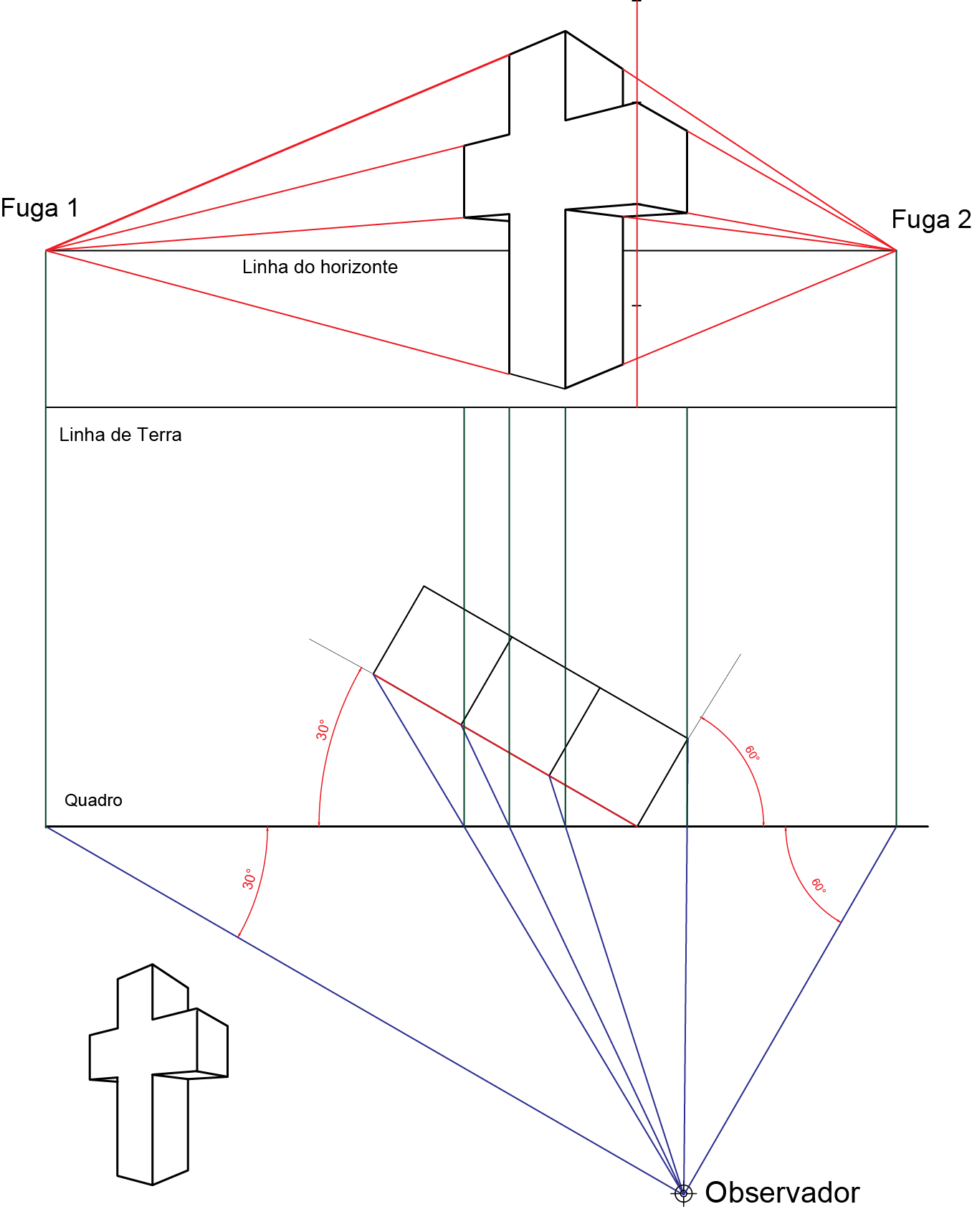
Processo da perspectiva do arquiteto.

A perspectiva com dois pontos de fuga é um processo de projeção central, instituído a partir da publicação do livro Linear Perspective, do matemático inglês Brook Taylor, em 1715. Em 1719, Taylor lançou uma versão melhorada do trabalho em New Principles of Linear Perspective.
A perspectiva central, com dois pontos de fuga, é muito utilizada nos desenhos de arquitetura e design de interiores, cujas representações têm grandes dimensões e o efeito de diminuição por afastamento confere boa noção do que foi projetado.
O processo dos arquitetos, é considerado o mais prático, por ser uma mistura do processo das visuais com o processo das dominantes. Em todos eles, os pontos de fuga estão situados na linha do horizonte, que tem origem da interseção entre o plano de visão (que contém o observador) e o quadro.